# NGC 2108
NGC 2108 је расејано звездано јато у сазвежђу Златна риба које се налази на NGC листи објеката дубоког неба.
Деклинација објекта је - 69° 10' 51" а ректасцензија 5h 43m 55,3s. Привидна величина (магнитуда) објекта NGC 2108 износи 12,8 а фотографска магнитуда 12,9. NGC 2108 је још познат и под ознакама ESO 57-SC33.